# 德安公主

德安公主，明朝公主。明仁宗朱高炽之女。
其早年夭折，明仁宗即位后，追封其為公主。謚悼簡。